# Грачаничка штампарија
Грачаничка штампарија је древна српска штампарија, која је основана 1539. године у српском православном манастиру Грачаници, као једна од првих штампарија у српским земљама под османском влашћу. У овој штампарији издат је чувени Грачанички октоих (петогласник), који је приређен заслугом тадашњег грачаничког митрополита Никанора. Као најстарија штампарско-издавачка установа на просторима Косова и Метохије, Грачаничка штампарија заузима истакнуто место у културној историји косовско-метохијских Срба, државе Србије и српског народа у целини.

## Делатност
У време оснивања ове штампарије, српски православни манастир Грачаница био је катедрални, односно престони манастир Липљанске епархије, која је по свом седишту такође називана и Грачаничком, а читаво то подручје је у административном погледу улазило у састав Вучитрнског санџака.
Ради заснивања штампарије при поменутом манастиру митрополит Никанор је ангажовао штампара „раба Димитрија“ који је о свом раду написао кратак предговор на Ia листу Грачаничког октоиха (петогласника), једине познате књиге штампне у Грачаничкој штампарији. Димитрију је као узор послужио Цетињски октоих (петогласник) из штампарије Црнојевића.
Од Грачаничког октоихаа није сачуван ниједан потпуни примерак. Књига је имала 224 листа формата 32 х 21,5 cm, а свака страна по 27 редова. Сва слова су читка, са великим проредом. Наслови су штампани крупним словима. На Ib листу је илустрација у дврорезној техници. На горњој половини је слика Грачанице, а на доњој портрети Косме Мелода, Јована Дамаскина и Јосифа Химографа. Октоих има три иницијала и два орнамента у црно брлој техници.
Штампарија је убрзо престала са радом, а даља судбина штампара Димитрија није позната.